# مکس السکام
مکس السکام (به فرانسوی: Max Elskamp) شاعر قرن نوزدهم میلادی اهل فرانسه بود.